# Buck Wolf
Ken "Buck" Wolf es un editor ejecutivo del Huffington Post, el guía de las curiosidades de About.com, y un miembro de la Policía de la Moda de la revista Us Weekly.
Wolf escribe de películas, música, y televisión, pero especializa en artículos no convencionales. Su escritura ha aparecido en el Village Voice (La Voz de la Aldea), el Miami Herald, y Newsday. Él apareció como invitado en Countdown with Keith Olbermann.
Un artículo investigador suyo tuvo éxito en tirar la versión de Bozo de Larry Harmon del Salón de la fama internacional de los payasos, después de probar que Harmon se describió falsamente como el Bozo original. Wolf era miembro del equipo de ABC News que ganó un Premio Peabody por cubrir los Atentados del 11 de septiembre de 2001.
En el sitio web de ABC News (ABCNEWS.com) desde 1997 hasta 2007, Wolf era el productor del entretenimiento y el autor de The Wolf Files que era un reportaje semanal de la cultura pop que las emisoras de radio de ABC por todo el país de los EE. UU. presentó.
Una colección de su trabajo en ABC que se llama The Wolf Files: Adventures in Weird News, se publicó en 2003.
En 2009, Wolf lanzó la sección de Curiosidades de AOL. Después de la compra de AOL por Huffington Post en 2011, Wolf y el corazón de sus periodistas formaron "HuffPost Weird News". También, Wolf es el editor ejecutivo de "Huffpost Crime".
Wolf, un nativo de Great Neck, Nueva York empezó su carrera del periodismo trabajando para la revista, "Generation Magazine" en la Universidad de Búfalo en 1984. Su columna, escrita en una computadora Macintosh muy antigua (probablemente el Mac 128 o quizás el 512), se llamaba "The Ken Wolf Show," y tenía la consigna, "En vivo! Desde lo alto del sótano del Salón Harriman," en donde se quedaban las oficinas de la revista. Las oficinas originales de la revista hoy día han sido sustituido por un árbol.